# John Gifford
John Gifford, de son vrai nom John Richards Green, est un historien et publiciste anglais, né en 1758, mort en 1818.

## Biographie
Ayant dissipé sa fortune, il passa sur le continent, prit alors le nom de Gifford, revint en Angleterre en 1788, consacra sa plume à la défense des idées conservatrices, collabora au British Critic, puis à l’Anti-Jacobin review et fut pensionné par le gouvernement. 
On lui doit de nombreux pamphlets de circonstance soutenant les torys.

## Œuvres
Ses principaux ouvrages sont : 
- le Règne de Louis XVI et l’histoire complète de la Révolution (Londres, 1794, in-4") ;
- Histoire de France (Londres, 1795, 5 vol. in-4°) ;
- Histoire de la vie de William Pitt (Londres, 1800, 3 vol. in-4°).